# Edward Embleton
Edward Embleton (sinh năm 1916) là một cầu thủ bóng đá người Anh thi đấu ở vị trí tiền đạo tầm xa.

## Sự nghiệp
Sinh ra ở South Moor, Embleton thi đấu cho Norwich City, Bradford City, Hartlepools United, Gateshead và Doncaster Rovers.
Đối với Bradford City ông có 3 lần ra sân ở Football League, ghi một bàn thắng.